# René Caillaud
Pour les articles homonymes, voir Caillaud.
Cet article concerne l'homme politique français du XXe siècle. Pour le résistant et compagnon de la libération, voir René Cailleaud.
René Caillaud, né le 10 novembre 1891 à Issoudun (Indre) et mort le 13 juillet 1981 à Issoudun (Indre), est un homme politique français, maire d'Issoudun, sénateur, député.

## Biographie
Il est correspondant du réseau Mithridate sous l'occupation.
Militant du Parti socialiste français avant la guerre, il est nommé premier adjoint de François Chasseigne à Issoudun de 1941 à 1944. Il perd l'élection de 1945, avant d'être élu en 1947 conseiller municipal.
Il est élu maire en 1949. Il devient sénateur en 1955, puis député de 1958 à 1962.

## Détail des fonctions et des mandats
Mandats locaux
- 1947 - 1949 : Conseiller municipal d'Issoudun
- 1949 - 1953 : Maire d'Issoudun
- 1953 - 1959 : Maire d'Issoudun
- 1959 - 1965 : Maire d'Issoudun
- 1965 - 1971 : Maire d'Issoudun
- 1949 - 1955 : Conseiller général du canton d'Issoudun-Nord
- 1955 - 1961 : Conseiller général du canton d'Issoudun-Nord
- 1961 - 1967 : Conseiller général du canton d'Issoudun-Nord
- 1967 - 1973 : Conseiller général du canton d'Issoudun-Nord

Mandats parlementaires
- 30 novembre 1958 - 9 octobre 1962 : Député de la 2e circonscription de l'Indre
- 19 juin 1955 - 30 novembre 1958 : Sénateur de l'Indre